# Pédagogie cybernétique
La pédagogie cybernétique est une méthode d'apprentissage mettant l'accent sur les mécanismes permettant de conserver l'information en utilisant le plein potentiel des machines.

## Étymologie, définitions et concepts
Le terme cybernétique peut se définir comme étant une « science de la communication et de la régulation »  des êtres vivants ou des machines (cf. : Le Robert, 2008).
La cybernétique est une science générale de la régulation des mécanismes de communication dans les systèmes naturels et artificiels. C'est la science du contrôle des systèmes.
Comme école de pensée, elle peut être définie comme l'ensemble des sciences du pilotage, c'est-à-dire les mécanismes commandant l'évolution d'un système vers un but défini.
À l'origine, le terme viendrait du substantif grec kybernétés, ou kubernêtikê que l'on traduit par « pilote de navire » ou « art de gouverner un navire ».
Le terme a d'abord été utilisé dans la classification des sciences proposée par André-Marie Ampère (physicien et fondateur de l'électrodynamique 1775-1836) et désigne "la science du gouvernement des hommes". Mais c'est en 1947 qu'un nouveau sens pour ce mot est choisi  par le mathématicien Norbert Wiener (1894-1964). Plus tard, il désignera «la science du contrôle et des communications dans l’homme, l’animal et la machine». Cette science se penche sur les lois générales de la communication et nous renseigne sur les interactions, notamment en ce qui concerne les échanges d’information (entrée et sortie d’un message). La thèse de Wiener est de montrer "que le fonctionnement physique de l’individu vivant et les opérations de centaines de machines de communication les plus récentes sont exactement parallèles dans leurs efforts identiques pour contrôler l’entropie [fonction exprimant le principe de la dégradation de l’énergie, qu’on peut traduire ici par « désordre », dans le sens d’un dérèglement à la suite de l’échange des informations] par l’intermédiaire de la rétroaction… »
La cybernétique est une modélisation de l’échange par l'étude de l’information et des principes d’interaction. On se penche sur les comportements et les processus d’apprentissages, dont les effets influent sur le comportement.
L’idée à retenir  c’est celle que l’homme et la machine ont des aptitudes similaires de comportements et d’intelligence.
Les approches, très répandues aujourd'hui, fondées sur les visions de Wiener, font l'objet de très vives contestations.

## L’homme important de la théorie: Louis Couffignal
Louis Couffignal (1902-1966) est un mathématicien et un cybernéticien français. Au début de ses recherches, il publie diverses notes à l'académie des sciences en particulier sur l'emploi de la numération binaire dans la machine à calculer, avant de passer sa thèse de Docteur ès science en 1938, intitulée L'analyse mécanique, application aux machines à calculer et à la mécanique céleste, qui pose les principes du calculateur universel binaire électro-mécanique. Puis il s’intéresse à la cybernétique, après ses rencontres décisives avec Louis Lapicque (physiologiste français spécialiste du système nerveux) en 1941, et Norbert Wiener en 1946.
Louis Couffignal va alors comparer le fonctionnement du système nerveux avec le fonctionnement des machines.
En 1951, il prépare un colloque international du CNRS sur les machines à penser, dont il tirera un livre du même nom en 1952.
Une de ses définitions de la cybernétique, si l’on s’en réfère à son livre La cybernétique, édité dans la collection Que sais-je en 1963, est « l’art de rendre l’action efficace ».

## La pédagogie cybernétique: théorie et applications
Dans cette conception pédagogique, la machine à un rôle important, notamment dans la construction des savoirs (et par extension des savoir-faire) qui peut être moteur chez les apprenants de ce que Louis Couffignal appelle « un esprit d’invention ».
Pour expliquer ce concept il faut revenir sur les points soulevés par Louis Couffignal. Trois notions essentielles sont à retenir : celle de système, celle d’environnement et celle d’interactions. Le processus d’apprentissage (et si on élargit de comportement, qui englobe celui-ci) est déterminé en fonction des interactions entre le système et l’environnement. Le fait de penser en termes de système permet de montrer l’organisation précise des activités humaines ; l’on peut s’interroger alors sur l’idée d’un système ouvert, qui fonctionnerait en lui-même et pour lui-même, mais en fonction des informations extérieures qui vont sans cesse bouleverser le système en vue de le réadapter. La pédagogie permet de comprendre les interactions entre mentalité et environnement, et la façon dont ce rapport se répète. Il est important aussi de noter que, pour Louis Couffignal, c’est la mentalité, qu’il différencie de l’esprit et de l’intelligence, qui est le système humain qui subit l’action pédagogique. En effet, la mentalité a pour finalité de conserver les connaissances, or c’est ce stock d’informations qui va permettre l’acquisition de « moyens d’action » sur l’environnement, le milieu extérieur. La mentalité à un rôle important puisque c’est elle qui transforme les informations en des représentations mentales et les distribue en opérations objectivées en fonction des contraintes du milieu auxquelles elles vont s’appliquer. La construction des connaissances est donc toujours en mouvement car elle épouse le changement en fonction de l’acquisition de nouvelles données qui viennent bouleverser ces connaissances premières et par-là même agir sur elles en les transformant en partie, en les adaptant pour donner naissance à un autre mouvement (réflexion). Ce serait, en quelque sorte, un principe rétroactif, mais qui à chaque fois se décalerait d’un cran : il évolue par retour et action sur lui-même mais vers une nouvelle action et non vers la répétition d'une même action. Il y a en quelque sorte une reconfiguration des connaissances.
La pédagogie cybernétique, parce qu’elle se penche sur les comportements en en étudiant les variables et les similitudes, peut donc agir sur le processus cognitif qui est en permanence sujet au changement, changement créé par les interactions : sujet – environnement, sujet - sujet, ou, ici, sujet - machine.
La pédagogie cybernétique est censée favoriser le renforcement de ce processus, donc on peut en déduire qu’elle agit sur les mécanismes de mémorisation et sur la conservation des connaissances (en tout cas sur l’organisation des processus de mémorisation et de conservation) en vue de la construction des « moyens d’actions » et des savoirs.
La pédagogie cybernétique semble se situer entre les théories behavioristes et les théories constructivistes. Elle se rattache au behaviorisme où l’apprentissage est expliqué comme une modification du comportement observable par le biais de stimuli internes ou externes, qui donne lieu au concept du conditionnement (un comportement peut-être conditionné, c’est-à-dire qu’il peut être contrôlé par les éléments extérieurs. En somme, pour simplifier, l’individu n’est pas au centre de son apprentissage, l’apprenant est comme une « boîte noire » dont les comportements sont en quelque sorte imprimés en lui à la suite d’une expérience répétée selon un but précis). Mais la réalité est plus complexe car l’individu ne peut pas être écarté (du fait qu’il n’arrive pas vierge de connaissance, et qu’il est déjà un sujet social et culturel fonctionnant selon des schèmes propres) de son apprentissage, qui passe forcément par lui. D’où les différentes vitesses d’apprentissages par exemple. C’est là qu’intervient le constructivisme, qui, lui, se centre sur le sujet. On va donc s’interroger sur le processus de construction et d’appréhension des connaissances chez l’individu en fonction d'un problème spécifique.
La théorie constructiviste, parce qu’elle laisse un champ libre aux hypothèses, à la reformulation des apprenants, leur permettant par là-même de vérifier leurs connaissances en fonction de la pertinence de la solution donnée, et donc de construire leur raisonnement, rejoint l’idée de Couffignal pour qui l’utilisation des machines permettrait aux élèves l’acquisition d’un « esprit d’invention ». La pédagogie numérique permettrait à l’individu d’acquérir aisance et autonomie en faisant en sorte que l’apprenant prenne ses responsabilités face à son enseignement.